# Acacia subflexuosa
Acacia subflexuosa är en ärtväxtart som beskrevs av Joseph Henry Maiden. Acacia subflexuosa ingår i släktet akacior, och familjen ärtväxter.

## Underarter
Arten delas in i följande underarter:
- A. s. capillata
- A. s. subflexuosa